# Centro de Arte El Teler de Llum
El Teler de Llum fue el nombre que recibió el centro de arte de Tarragona, Cataluña, España entre 2014 i 2016. Fue un centro dedicado al arte contemporáneo coordinado por el Ayuntamiento de Tarragona. Desde el año 2014 hasta el 2016 realizó proyectos expositivos y de mediación artisticocultural en centros y espacios de la ciudad.

## Sede itinerante
El Centro de Arte se estableció en diferentes sedes y espacios de la ciudad de Tarragona.